# Erigorgus xanthopsis
Erigorgus xanthopsis är en stekelart som först beskrevs av William Harris Ashmead 1890.  Erigorgus xanthopsis ingår i släktet Erigorgus och familjen brokparasitsteklar. Inga underarter finns listade i Catalogue of Life.